# Resolutie 483 Veiligheidsraad Verenigde Naties
Resolutie 483 van de Veiligheidsraad van de Verenigde Naties werd op 17 december 1980 aangenomen. Twaalf leden van de Raad stemden voor de resolutie, geen enkel lid stemde tegen en twee leden onthielden zich: de Duitse Democratische Republiek en de Sovjet-Unie. De Volksrepubliek China nam niet deel aan de stemming. De resolutie verlengde de UNIFIL-vredesmacht in Zuidelijk Libanon met een half jaar.

## Achtergrond
Veel Palestijnse vluchtelingen zaten in vluchtelingenkampen in Libanon. Vanhieruit viel de Palestijnse Bevrijdingsorganisatie (PLO) het in het zuiden aangrenzende Israël aan. Dat reageerde met tegenaanvallen in het zuiden van Libanon. De VN-Veiligheidsraad had Israël in resolutie 279 al gevraagd om de soevereiniteit van Libanon te respecteren.
Op 11 maart 1978 kaapten Palestijnse terroristen een lijnbus in Israël, waarbij uiteindelijk 38 burgers omkwamen. Een paar dagen later viel het Israëlisch leger het zuiden van Libanon binnen en bezette gedurende een week het gebied tot aan de rivier Litani. De bedoeling was om de PLO-strijders weg te duwen van de grens.
De Verenigde Naties eisten dat Israël zich terugtrok en zetten de tijdelijke VN-macht UNIFIL op in de streek. Die moest erop toezien dat Israël zijn troepen daadwerkelijk terugtrok en er de vrede handhaven totdat de Libanese overheid haar gezag opnieuw kon doen gelden. Anno 2021 was de vredesmacht nog steeds ter plaatse.

## Inhoud
De Veiligheidsraad:
- Herinnert aan de resoluties 425, 426, 427, 434, 444, 450, 459, 467 en 474.
- Heeft het rapport van secretaris-generaal Kurt Waldheim over de interim-VN-macht in Libanon bestudeerd.
- Neemt nota van de brief van Libanon aan de secretaris-generaal.
- Is ervan overtuigd dat de huidige situatie ernstige gevolgen heeft voor de vrede en veiligheid in het Midden-Oosten.
- Herbevestigt zijn oproep tot strikt respect voor de territoriale integriteit, eenheid, soevereiniteit en onafhankelijkheid van Libanon.

1. Neemt nota van het rapport van de secretaris-generaal over de VN-macht.
2. Besluit het mandaat van de macht met zes maanden te verlengen, tot 19 juni 1981, en herhaalt vastbesloten te zijn dit mandaat volledig uit te voeren.
3. Heeft eerbied voor de prestaties van de macht en herhaalt haar voorwaarden, in het bijzonder dat ze moet functioneren als een efficiënte militaire eenheid, bewegings- en communicatievrijheid moet hebben en haar taken moet kunnen uitvoeren.
4. Steunt de Libanese overheid die haar gezag in de operatiezone wil vergroten.
5. Eerbiedigt de secretaris-generaal voor zijn inspanningen om de Israëlisch-Libanese Gemengde Wapenstilstandscommissie te reactiveren.
6. Vraagt de secretaris-generaal de gesprekken te intensifiëren zodat de macht haar mandaat kan voltooien en regelmatig over de resultaten te rapporteren.
7. Herbevestigt om in geval van verdere verhindering van de macht manieren te zoeken om de uitvoering van resolutie 425 te verzekeren.

Lijst ·  462 ·  463 ·  464 ·  465 ·  466 ·  467 ·  468 ·  469 ·  470 ·  471 ·  472 ·  473 ·  474 ·  475 ·  476 ·  477 ·  478 ·  479 ·  480 ·  481 ·  482 ·  483 ·  484